# Gustavo Viera
Gustavo Viera (28 de agosto de 1995), é um futebolista paraguaio que atua como meia ou volante. Atualmente está no Independiente F.B.C..

## Carreira
Gustavo Viera começou no profissional no Rubio Ñu clube de futebol paraguaio, em agosto de 2014 se transferiu para o Corinthians. Apesar de já ser um jogador profissional foi para a categoria de base onde foi campeão do Campeonato Brasileiro de Futebol Sub-20 de 2014 marcando um gol na final contra o Atlético Paranaense e foi escolhido como o melhor jogador da competição. Também fez parte do elenco que conquistou o Campeonato Brasileiro de 2015. 

## Seleção paraguaia
Gustavo Viera foi convocado pela seleção sub-20 do Paraguai para a disputa do Campeonato Sul-Americano de Futebol Sub-20 de 2015.

## Títulos
Corinthians
- Campeonato Brasileiro de Futebol Sub-20: 2014
- Campeonato Brasileiro: 2015